# الاستفتاء على الدستور القطري 2003
هو استفتاء عام في دولة قطر على مسودة مشروع الدستوري القطري الجديد اللتي وضعته لجنة مكونة من 32 عضو ، بدأ الاقتراع في 29 ابريل 2003 

## نتيجة الاستفتاء
%97,66 من الناخبين نعم ، 1,6% من الناخبين لا ، الأصوات غير الصحيحة 0,7% ، نسبة المشاركة بلغت 84,3% من إجمالي من يحق لهم المشاركة .